# Juan Negrín López
Juan Negrín López (Las Palmas de Gran Canaria, 3 de febrer de 1892 - París, 12 de novembre de 1956) fou un metge fisiòleg i polític canari i president del govern espanyol de la Segona República (1937–1945), ja a l'exili.
El cas de Negrín és atípic en la política espanyola. S'hi va incorporar tardanament després de llaurar-se una carrera d'investigador com a metge i professor de fisiologia, i dirigir una clínica privada a Madrid. Es va afiliar al PSOE l'any 1929, abandonant les seves activitats investigadores. A més, parlava diversos idiomes, cosa inhabitual a la classe política espanyola.
President del govern de la República des de 1937 fins a 1939, Juan Negrín va ser un dels personatges més controvertits de la Guerra Civil espanyola. "La figura de Negrín va ser objecte de debat aferrissat en el seu temps, després en la postguerra i, finalment, la controvèrsia va arribar a la historiografia. Demonitzat o enaltit, Negrín ha estat considerat tant un fidel servidor comunista de l'URSS, com el polític més lleial a la causa republicana per la seva fe en el triomf final, o ha estat definit com una espècie de vident que va saber predir la inexorabilitat de la Segona Guerra Mundial, motiu pel qual la seva política de resistència a ultrança ("resistir és vèncer") hauria desembocat en la victòria de la República, en cas que la guerra espanyola hagués durat cinc mesos més". Segons l'historiador Stanley G. Payne, després de la fi de la guerra no hi havia personatge més odiat. El PSOE, controlat per Indalecio Prieto, decidí la seva expulsió del partit el 1946, acusant-lo de subordinació al Partit Comunista d'Espanya i a la Unió Soviètica.
La figura de Juan Negrín ha estat reivindicada els últims temps per estudis com els de Santiago Álvarez, Manuel Tuñón de Lara, Juan Marichal, Ángel Viñas o Enrique Moradiellos, afirmant que es tracta d'un dels estadistes canaris més grans i més preparats en l'Espanya del segle xx.
 Altres autors, en canvi, com l'anarquista Francisco Olaya Morales o el revisionista Pío Moa, han expressat la seva disconformitat vers les gestions i decisions elaborades per Negrín, mantenient les acusacions que se li han fet tradicionalment.

## Vida personal, família i primers estudis
Fill primogènit de Juan Negrín Cabrera, pròsper home de negocis canari, molt ben relacionat comercialment amb Europa, i de Dolores López Marrero, natural de San Mateo, La seva família era molt conservadora i de creences catòliques molt sinceres. El seu germà va ser sacerdot claretià i la seva germana va fer els vots seglars. La seva mare acabaria instal·lant-se a Lorda després de la guerra.
Negrín va estudiar les primeres lletres a la seva ciutat natal, al col·legi privat “La Soledad”, i va obtenir les màximes qualificacions al batxillerat, a l'edat de 14 anys. El 1906 el seu pare el va enviar a estudiar medicina a Alemanya. Va començar la carrera als quinze anys, primer a la Universitat de Kiel (1907) i després a la de Leipzig (1908), vinculant-se al seu ja cèlebre Institut de Fisiologia i a la prestigiosa figura d'Ewald Hering. El 21 d'agost de 1912, a vint anys, va obtenir el grau de Doctor, amb una tesi sobre el tema Zur Frage nach der Genese der Piqûre-glycosurie. A més de donar a impremta durant els dos anys següents diversos treballs de recerca sobre Fisiologia, publicats en revistes alemanyes, alguns amb el seu mestre E. T. von Brücke, va treballar com a assistent numerari a la mateixa Universitat. Amb la mobilització dels seus superiors durant la Primera Guerra Mundial, va assumir noves responsabilitats docents, encara que no va arribar a acceptar el càrrec de "Privat-Dozent" que li van oferir: preferí tornar a Espanya. A Alemanya va cursar també la carrera de Químiques gairebé sencera, i va aprendre anglès, alemany i francès, traduint, del francès a l'alemany, L'Anaphylaxie de Charles Richet. Poc després dominava també l'italià i el rus, i més endavant arribaria a conèixer deu llengües, cas força insòlit.
El 21 de juliol de 1914 va contreure matrimoni amb María Mijailova Fidelman, pertanyent a una acomodada família russa natural d'Ekaterimburg, que estudiava també a Leipzig. Dels cinc fills que va tenir el matrimoni van morir les dues nenes petites. Amb el temps, aquestes desgràcies motivarien el distanciament del matrimoni i l'entrada en la vida de Negrín de Feliciana López de Dom Pablo, una de les seves assistentes, que es convertiria en la seva companya.
Els fills mascles supervivents, Juan, Rómulo i Miguel Negrín Fidelman, no tornaren de l'exili, durant el qual sovint usaren Mijailov com a segon cognom. El gran, Juan o “Jr.” (Leipzig, novembre de 1914), fou neurocirurgià que exercí a Nova York, va estar casat amb l'actriu Rosita Díaz Gimeno, i va representar els germans en les reclamacions a l'Estat espanyol per la confiscació de tots els béns del seu avi patern, resoltes el 1995. Rómulo (Madrid, 8 de maig de 1917) va ser aviador durant la Guerra Civil, va estudiar Enginyeria a Nova York i més tard es va assentar a Jalisco (Mèxic), fins a la seva defunció en 2004; els seus fills Juan Román i Carmen, del seu matrimoni amb la nord-americana Jeanne Fetter, per causa de la greu malaltia d'aquesta van ser educats durant 10 anys a París pel seu avi patern, fins que aquest va morir. El tercer fill de Negrín, Miguel, residí a Nova Jersey, on va morir l'any 2013.

## Carrera acadèmica a Espanya
Pels problemes derivats de la guerra europea, torna a Espanya a l'octubre de 1915, i amb data 22 de febrer de 1916, des de Las Palmas de Gran Canaria, sol·licita a la Junta per a l'Ampliació d'Estudis una beca per continuar els seus estudis a diversos centres de recerca nord-americans de Nova York i Harvard, raó per la qual és promogut per Santiago Ramón y Cajal perquè dirigís un nou Laboratori de Fisiologia General a Madrid, que per falta d'espai a l'Institut Nacional de Ciències, se situa en els soterranis de la Residència d'Estudiants, cosa que accepta.
El 1919, després d'un examen de revàlida que supera amb Excel·lent i Premi Extraordinari, li va ser convalidat el seu títol alemany de Llicenciat de Medicina i Cirurgia. A l'any següent realitza els cursos de doctorat i presenta una nova tesi: El tono vascular y el mecanismo de la acción vasotónica del esplácnico, qualificada d'Excel·lent; en ella, la seva teoria sobre les "substàncies receptives" es demostraria precisa, i anticipada en unes desenes d'anys. El 1922, després de la mort del professor José Gómez Ocaña el 1919, opositó a càtedra de Fisiologia de la Universitat Central de Madrid, que va obtenir per unanimitat. Des d'aquest lloc organitza un Laboratori de Pràctiques en la facultat de Medicina, mentre el de la Residència d'Estudiants ho enfoca cap a la recerca. La seva labor acadèmica i gestora a partir de 1923, quan és nomenat secretari de la Facultat, és àmplia i eficaç:
| « | Potser la seva major empremta es va apreciar en la ja esmentada reforma del pla d'estudis mèdics que va sotmetre a l'aprovació de la Junta de Facultat el juliol de 1926. Dos anys més tard, amb lleugeres variacions, aquest pla va rebre la corresponent aprovació ministerial i va entrar en vigor en el curs 1928-1929. I amb posterioritat impulsaria la constitució en el si de la Universitat Central de l'Institut de Comprovació dels Medicaments (dirigit inicialment pel seu deixeble José Domingo Hernández Guerra) i, ja el 1932, de la Escola d'Educació Física i Medicina de l'Esport (de la qual es faria càrrec el seu deixeble Blas Cabrera Sánchez)... L'eficàcia gestora i capacitat de treball de Negrín al capdavant de la secretaria de la Facultat li va obrir les portes per a una altra tasca de major entrellat: la secretaria executiva de la Junta Constructora de la Ciutat Universitària, creada el maig de 1927. | » |

Però, sobretot, Negrín s'ocupa de crear una escola de Fisiologia de renom mundial. Va ser mestre, entre d'altres, dels més tard professors Severo Ochoa (guardonat amb el premi Nobel de Fisiologia i Medicina), José María García-Valdecasas i Francisco Grande Covián, que van poder beneficiar-se també de la impressionant biblioteca de Fisiologia que Negrín s'havia emportat d'Alemanya i es va dedicar a completar. Malgrat els seus coneixements, i segons testimoniatge d'alumnes com el mateix Severo Ochoa, "explicava malament" i "suspenia molt".
Severo Ochoa en el programa Semblanzas (TVE, 1991) diu: "molt aviat em vaig sentir atret per la universalitat dels ensenyaments del professor Juan Negrín. Un magnífic professor, en aquells temps, que portava a l'Espanya transpirinenca una visió del que hi havia més enllà dels Pirineus: la ciència europea. Perquè ell s'havia format a Alemanya."
Després d'uns anys molt fecunds de docència i recerca científica de primera qualitat, va deixar la seva carrera per entrar en la política, encara que, segons va recordar F. García Valdecasas en ocasió del seu centenari: "avui dia multitud de científics destacats en tot en món (no puc entrar, com volgués, a parlar extensament d'ells) enllacen el seu llinatge vocacional amb el deixant deixat per Juan Negrín". Un dels hospitals més importants de les Illes Canàries, situat en Las Palmas de Gran Canaria, porta en honor seu (Hospital Dr. Negrín).

## Carrera política en la Segona República
Va ingressar al Partit Socialista Obrer Espanyol l'any 1929 de la mà d'Indalecio Prieto durant la dictadura de Primo de Rivera, i en les eleccions generals espanyoles de 1931 va obtenir l'acta de diputat per Las Palmas, que va mantenir fins a la seva excedència el 1934. Negrín no sentia gran interès per les teories marxistes. Mai va mantenir relacions amb els sindicats i pertanyia a l'ala "prietista" del partit. Professava un socialisme moderat i estava convençut de la necessitat d'implantar una educació laica a Espanya per fer progressar al país.
Durant el bienni social-azañista, només va exercir dos càrrecs parlamentaris: vocal suplent del Tribunal de Responsabilitats (7 de juliol de 1931) i vocal del Tribunal de Responsabilitats pel procés de Jaca (25 de juliol de 1933). També va ser membre de la Comissió Directiva del Grup Parlamentari Socialista i el va representar en les comissions parlamentàries d'Estat, de Pressupostos i d'Hisenda.
El 4 de gener de 1934, en virtut de la Llei d'Incompatibilitats, va sol·licitar la seva excedència com a catedràtic, i se li van concedir dos terços del seu salari. No obstant això, pocs dies després, el 10 de gener, el ministre d'Instrucció Pública, Marcel·lí Domingo i Sanjuan, el va autoritzar a continuar amb la seva funció docent.
Després de la Revolució de 1934, va ser investigat per la seva presumpta participació en aquesta, i finalment la causa se sobreseí. De tal manera va seguir exercint com a vicepresident del grup parlamentari socialista, amb funcions de president, a causa de l'empresonament de Largo Caballero per la seva participació en el fallit intent colpista.

## Guerra Civil

### Ministre d'Hisenda al govern de Largo Caballero (setembre 1936-maig 1937)
Negrín va ser nomenat ministre d'Hisenda al primer govern de Largo Caballero, creat el 4 de setembre de 1936, en representació del PSOE i com a membre de l'ala prietista.
Al capdavant d'Hisenda, va supervisar el trasllat secret, després de l'aprovació d'un decret pel govern de Largo Caballero que l'emparava, de la major part de les reserves d'or del Banc d'Espanya, cap a Cartagena, i el seu dipòsit final a Moscou. Va ser el cèlebre "or de Moscou", com el va designar la propaganda franquista.
Aquesta va ser la forma com la República va finançar la guerra, encara que no tot l'or va ser enviat a Moscou sinó que prop d'una quarta part va ser venut a França (va ser l'"or de París" del que la propaganda franquista mai en va parlar). L'"or de Moscou" estava destinat "al pagament de l'armament adquirit a Rússia i altres països que va haver d'abonar-se sempre, mentre que els lliuraments alemanys i italianes [als revoltats] eren gratis o amb pagament diferit en mercaderies. S'avalua l'or sortit [cap a Moscou] en 510 tones, amb un valor de 530 milions de dòlars de l'època. Avui sabem que no hi ha més or de Moscou que aquest, que va ser invertit íntegrament en la compra d'armes".
Les reserves d'or del Banc d'Espanya, que van ser vitals per sostenir l'esforç bèl·lic d'una guerra que va durar tres anys, es guardaven als soterranis de l'edifici principal del Banc d'Espanya en la plaça de la Cibeles de Madrid i ascendien al juliol de 1936 a 707 tones en lingots i monedes, amb un valor aproximat llavors d'entre 783 i 805 milions de dòlars. Constituïa una de les principals reserves d'or del món.
El 21 de juliol de 1936, només quatre dies després de l'inici del cop d'estat, el ministre d'Hisenda del Govern de José Giral va ordenar l'enviament urgent a París amb avió d'unes 40 tones d'or, "per les quals el Tresor republicà va obtenir 507 milions de francs que van servir per comprar armes i municions abans que l'Acord de no-intervenció s'engegués". Dos mesos després el govern de Largo Caballero, quan les tropes revoltades s'apropaven a Madrid, va decidir per unanimitat el 12 de setembre treure de la capital les reserves d'or del Banc d'Espanya perquè no caiguessin en mans dels revoltats. L'operació va ser organitzada pel ministre d'Hisenda del nou govern, Juan Negrín (que vuit mesos després passaria a presidir-lo), qui va comunicar al president del Banc d'Espanya, l'exministre republicà Lluís Nicolau i d'Olwer que la destinació de l'or serien els polvorins de La Algameca en la base naval de Cartagena. Els consellers del Banc es van oposar a la mesura i els pocs que quedaven lleials a la República també es van passar al bàndol revoltat on van formar el "Consell del Banc d'Espanya nacional", amb seu a Burgos, sota la presidència del sotsgovernador del banc al moment de la revolta Pedro Pan. Els últims lingots d'or i sacs de monedes van arribar a Cartagena el 21 de setembre (en total 560 tones d'or).
Davant l'enduriment de la política de "no-intervenció" que afectava sobretot a la República (perquè les potències feixistes seguien subministrant ajuda a Franco) i la decisió de la Unió Soviètica d'acudir en ajuda de la República, l'únic país europeu que anava a fer-ho, el president Largo Caballero va comunicar el 15 d'octubre de 1936 a l'ambaixador soviètic Marcel Rosenberg la seva petició que el Govern soviètic acceptés el dipòsit a Moscou sota la custòdia del govern soviètic de la majoria de l'or guardat a Cartagena, 510 tones. Quatre vaixells soviètics ho van transportar al port d'Odessa en el mar Negre i d'allí amb tren va arribar a Moscou al començament de novembre de 1936.
L'oportunitat i l'encert de la decisió de dipositar a Moscou la major part de les reserves d'or del Banc d'Espanya ha estat objecte de polèmica entre els historiadors. Uns afirmen, seguint fonamentalment les recerques d'Angel Viñas que el govern republicà no tenia una altra opció, a causa de l'hostilitat que havien mostrat cap a la República els bancs de Gran Bretanya i França (que constituïen l'altra alternativa), per la qual cosa la Unió Soviètica era l'única que garantia armament i aliment a canvi d'or. Per contra Pablo Martín-Aceña, un investigador especialitzat en el finançament de la guerra civil, creu que el govern de la República va decidir amb precipitació abans d'haver explorat altres opcions, com França i fins i tot Estats Units.
La propaganda franquista va afirmar que l'or del Banc d'Espanya (al que va anomenar l'"or de Moscou") havia estat robat per la República i lliurat a Stalin sense contrapartides. Un dels arguments que van utilitzar per qualificar l'operació de "robatori" va ser que les reserves no eren propietat del Govern de la República —del Tresor Públic— sinó del Banc d'Espanya, que entenien que era una simple entitat privada (va ser nacionalitzat el 1962) malgrat que tenia el monopoli de l'emissió de moneda. Així que, segons els franquistes, el Banc d'Espanya no era un "banc nacional" sinó una societat anònima per accions les relacions de les quals amb el Govern estaven regides per una Llei d'Ordenació Bancària del 29 de desembre de 1921, refosa el 24 de gener de 1927 i modificada per la Llei de 26 de novembre de 1931, que, segons la interpretació franquista, no autoritzava al govern a disposar de les reserves d'or, més que per exercir una acció interventora en relació amb l'estabilitat canviària de la pesseta. El bàndol nacional raonava com si la guerra no existís.
No obstant això, les recerques de diversos historiadors, entre els quals destaquen Angel Viñas i Pablo Martín-Aceña, han demostrat que el "or de Moscou" ni va ser "robat" ni es va lliurar graciosament a Stalin, sinó es va gastar íntegrament en compres de material bèl·lic (uns 518 milions de dòlars en divises generades per les vendes de l'or). Una tercera part es va quedar en la Unió Soviètica per liquidar els subministraments bèl·lics enviats a Espanya. Les altres dues terceres parts van ser transferides a París, a la Banque Commercial pour l'Europe du Nord. Per la seva banda el Banc de França va adquirir 174 tones d'or, una quarta part del total de les reserves, per les quals va pagar a la Hisenda republicana 195 milions de dòlars. En total, entre l'"or de Moscou" (tres quartes parts de les reserves del Banc d'Espanya) i l'"or de París" (una quarta part, del que la propaganda franquista mai va parlar) les autoritats republicanes van obtenir 714 milions de dòlars que foren el cost financer de la guerra civil per a la República. A Rússia no va quedar res de l'or espanyol i les reserves estaven pràcticament esgotades en l'estiu de 1938. El problema va ser que a causa de la política de no-intervenció en moltes ocasions els emissaris de la República van ser estafats pels traficants d'armes que els van vendre equips obsolets a preus molt majors del preu real. Els governs republicans també van ser estafats per la mateixa Unió Soviètica, com ha assenyalat Gerald Howson, o per Polònia i altres països que van abusar de la precària situació republicana per vendre'ls "ferralla bèl·lica".
En 2014 la Fundació Negrín obrí els seus arxius per demostrar la vàlua de la transacció.

### President del govern (maig 1937-març 1939)
En la primavera de 1937, va passar a exercir un paper crucial en la política de l'Espanya republicana. En aquests mesos, el govern de Largo Caballero es trontollava, davant el descontentament de comunistes, prietistes i republicans d'esquerra, a causa de la falta d'integració del govern i la mala gestió de l'esforç bèl·lic (Largo Caballero era també Ministre de la Guerra). Els seus opositors l'acusaven d'ineficàcia, falta de centralització i condescendència cap a les forces de l'esquerra republicana (anarquistes, caballeristes i trotskistes del POUM). Els comunistes van provocar una crisi de govern, demanant la seva substitució al capdavant de la cartera de Guerra, cosa en la qual el president de la República, Azaña, es va mostrar d'acord. Finalment, davant la pressió dels prietistes, que proposaven Negrín com a president, després de la dimissió de Largo Caballero el 17 de maig de 1937 el President de la República Manuel Azaña el va nomenar President del Govern. Va desconèixer l'assassinat d'Andreu Nin i de la plana major del POUM fins després dels fets, encara que va intentar passar tals fets per alt per seguir comptant amb l'ajut dels soviètics.
El primer acte polític important del nou Govern Negrín va ser la publicació dels anomenats Tretze Punts (30 d'abril de 1938), que establien i concretaven els objectius pels quals es continuava la guerra civil i sobre els quals pretenia establir-se un principi d'acord amb els anomenats nacionals:
| « | 1. La independència d'Espanya. 2. Alliberar-la de militars estrangers invasors. 3. República democràtica amb un govern de plena autoritat. 4. Plebiscit per determinar l'estructuració jurídica i social de la República Espanyola. 5. Llibertats regionals sense menyscapte de la unitat espanyola. 6. Consciència ciutadana garantida per l'Estat. 7. Garantia de la propietat legítima i protecció a l'element productor. 8. Democràcia camperola i liquidació de la propietat semifeudal. 9. Legislació social que garanteixi els drets del treballador. 10. Millorament cultural, físic i moral de la raça. 11. Exèrcit al servei de la Nació, estant lliure de tendències i partits. 12. Renúncia a la guerra com a instrument de política nacional. 13. Àmplia amnistia per als espanyols que vulguin reconstruir i engrandir Espanya. | » |

L'oferta va ser rebutjada per Franco, que va exigir fins al final una rendició incondicional. Frustrat l'intent d'aconseguir la pau, Negrín va reforçar els seus poders i va impulsar una nova i gran ofensiva, que fou un desastre per als republicans. Si quan es va fer càrrec del poder, al maig de 1937, encara era concebible una victòria del Front Popular, a un any vista, els resultats militars del govern Negrín havien constituït un lamentable rosari de fracassos. S'havien perdut les batalles de Brunete, Belchite, tot el Nord, Terol, Alcanyís, Lleida, Tortosa i Vinaròs, quedant tallada en dues l'Espanya republicana.
Va traslladar el Govern a Barcelona (octubre de 1937), i l'abril de 1938 va reorganitzar el seu govern (en el qual va acumular la cartera de Defensa, que ocupava Prieto), amb el suport de la CNT i de la UGT. Negrín va pretendre enfortir el poder central enfront de sindicats i anarquistes, aliant-se amb la burgesia i classes mitjanes, tractant de posar límit al moviment revolucionari i creant una economia de guerra. Va dur a terme una política d'enfortiment de l'Exèrcit i del poder governamental, va posar la indústria sota control estatal i va intentar organitzar la rereguarda. Aquests fets van provocar una crisi en el govern i el 16 d'agost de 1938 van dimitir els ministres Irujo i Aiguader. El 21 de setembre d'aquest mateix any va anunciar la retirada de les Brigades Internacionals, esperant una acció recíproca dels voluntaris italians en el bàndol nacional. Tot això tenia la intenció última d'enllaçar el conflicte espanyol amb la Segona Guerra Mundial, que creia imminent, encara que els Acords de Múnic van fer esvair definitivament tota esperança d'ajuda exterior.
Antony Beevor afirma que "Negrín va tractar de restringir l'activitat política per mitjà de la censura, desterraments i detencions de manera semblada a com ho feia la maquinària estatal franquista. No obstant això, la majoria dels simpatitzants de la República en l'exterior, que havien defensat la seva causa perquè era la causa de la llibertat i la democràcia, van callar davant els excessos de les policies secretes".
Davant l'ensulsiada de Catalunya, va proposar en la reunió de les Corts a Figueres la rendició amb la sola condició del respecte a les vides dels perdedors, però al no poder aconseguir aquest objectiu es va traslladar al febrer de 1939 a la zona Centro amb la intenció d'aconseguir l'evacuació amb el mateix èxit amb què s'havia realitzat a Catalunya, però la rebel·lió del Consell Nacional de Defensa (integrat per persones de prestigi del bàndol republicà com el general José Miaja, el coronel Segismundo Casado o Julián Besteiro, i recolzat militarment per l'anarquista Cipriano Mera) va frustrar aquest últim pla.
En aquests últims dies de la guerra, va formar un important tresor amb béns confiscats per al sosteniment dels exiliats republicans que es va transportar a Mèxic en un iot noliejat expressament, el Vita. A l'arribada del Vita a Veracruz, Prieto es va apoderar del vaixell, iniciant una llarga i amarga disputa amb Negrín. S'ha acusat Negrín, tant des de l'esquerra com des de la dreta, d'utilitzar aquests fons en benefici propi. Negrín va afirmar que la seva intenció era utilitzar aquests diners per a finançar el noli de vaixells per al trasllat d'exiliats republicans a Mèxic. Per a això, va organitzar el Servei d'Evacuació de Refugiats Espanyols (SERE). No obstant això, Indalecio Prieto entenia que era més apropiat destinar aquests diners a l'ajuda directa dels refugiats (en menjar, etc.), creant la Junta d'Auxili als Republicans Espanyols (JARE).

## L'exili
La depuració com a catedràtic, sense possibilitat de procés contradictori, es va produir mitjançant Ordre Ministerial al febrer de 1939, al costat d'altres catedràtics:
| «                                                               | ... se separa definitivament per ser pública i notòria la desafecció dels catedràtics universitaris que s'esmentaran al nou règim implantat a Espanya, no solament per les seves actuacions a les zones que han sofert i en les quals sofreixen la dominació marxista, sinó també per la seva pertinaça política antinacionalista i antiespañola en els temps precedents al Gloriós Moviment Nacional. L'evidència de les seves conductes pernicioses per al país fa totalment inútils les garanties processals que, en un altre cas constitueixen la condició fonamental en tot enjudiciament, i per això, aquest Ministeri ha resolt separar definitivament del servei i donar de baixa en els seus respectius escalafons als senyors: Luis Jiménez de Asúa, Fernando de los Ríos Urruti, Felipe Sánchez Román i José Castillejo Duarte, catedràtics de Dret; José Giral Pereira, catedràtic de Farmàcia; Gustavo Pittaluga Fattorini i Juan Negrín López, catedràtics de Medicina; Blas Cabrera Felipe, catedràtic de Ciències; Julián Besteiro Fernández, José Gaos González Pola i Domingo Barnés Salinas, catedràtics de Filosofia i Lletres, tots ells de la Universitat de Madrid. Pablo Azcárate Flórez, Demófilo de Buen Lozano, Mariano Gómez González i Wenceslao Roces Suárez, catedràtics excedents de Dret | » |
| — Ordre del 3 de febrer de 1939, Ministeri d'Educació Nacional. | |   |

Al final de la contesa es va instal·lar a França, d'on es va traslladar a Londres, on va continuar presidint el Govern de la República en exili fins a 1945. No obstant això, la majoria dels partits polítics i diputats a través de la Diputació Permanent van desconèixer la legalitat d'un Govern en l'exili al juliol de 1939, posant en qüestió la gestió del Servei d'Evacuació i creant una Junta d'Auxili als Refugiats, l'actuació dels quals ha estat objecte de fortes crítiques.

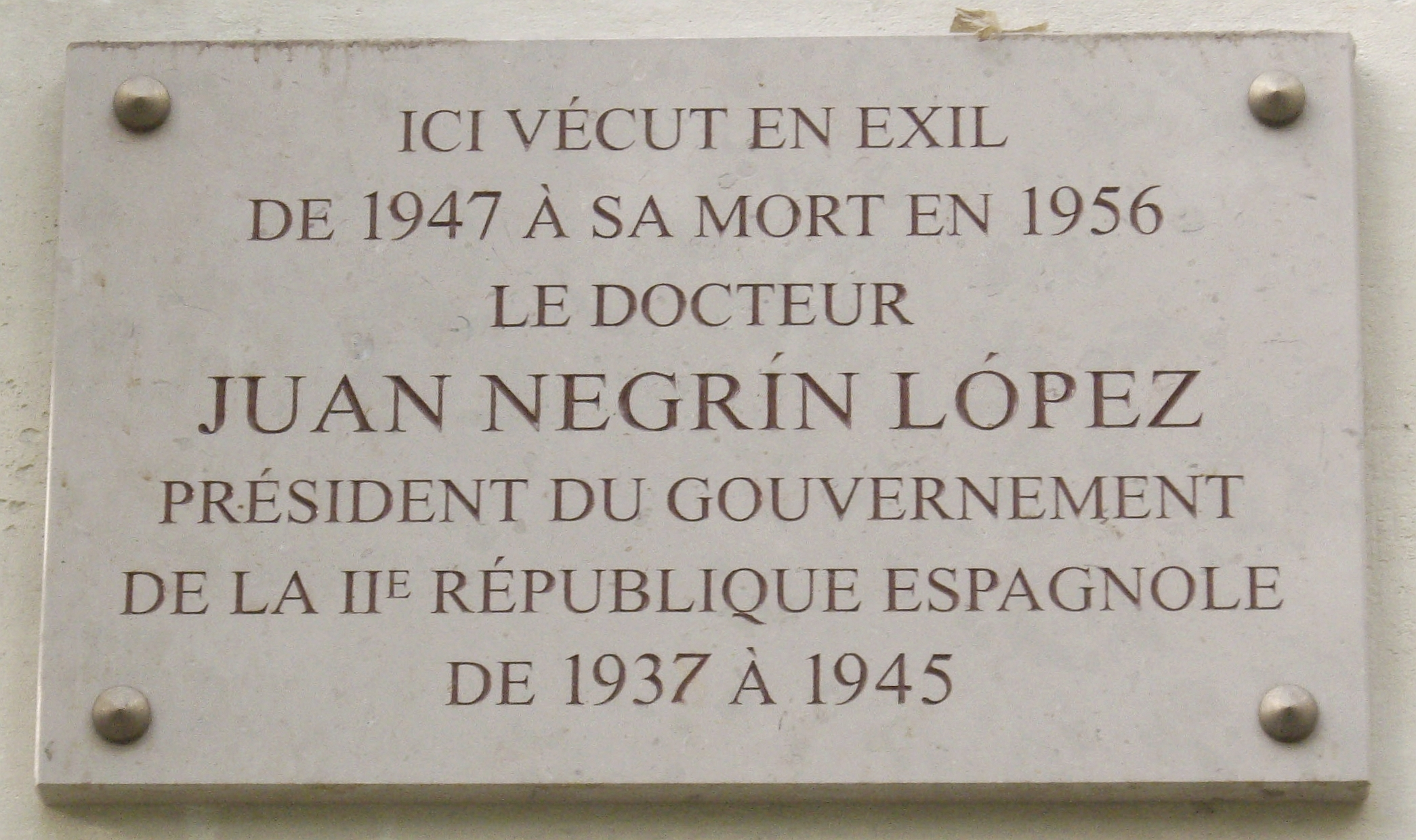
Placa commemorativa situada en la residència de Negrín a París on va viure des de 1947 fins a la seva defunció el 1956, i en la qual se li reconeix com a president del govern de la Segona República Espanyola des de 1937 a 1945.

Traslladat a Mèxic en ocasió del final de la Guerra Mundial, les seves divergències amb Indalecio Prieto i Diego Martínez Barrio van provocar la seva dimissió davant les Corts en l'exili. Negrín i una trentena de socialistes van ser expulsats del PSOE el 23 d'abril de 1946, encara que van ser rehabilitats al Congrés Federal socialista de 2008.
Després de passar un temps en el Regne Unit, va fixar la seva residència definitiva a França. Va morir a París a l'edat de 64 anys, d'una malaltia cardíaca. Està enterrat en el cementiri del Père Lachaise. Va deixar disposat que la seva mort s'anunciés l'endemà passat, i que sobre la seva làpida no s'escrivissin més que les seves inicials: "J.N.L.".